# Provinciale weg 831
De provinciale weg N831 loopt van het Noord-Brabantse Wijk en Aalburg naar de rotonde bij het Gelderse Alem.

## Route

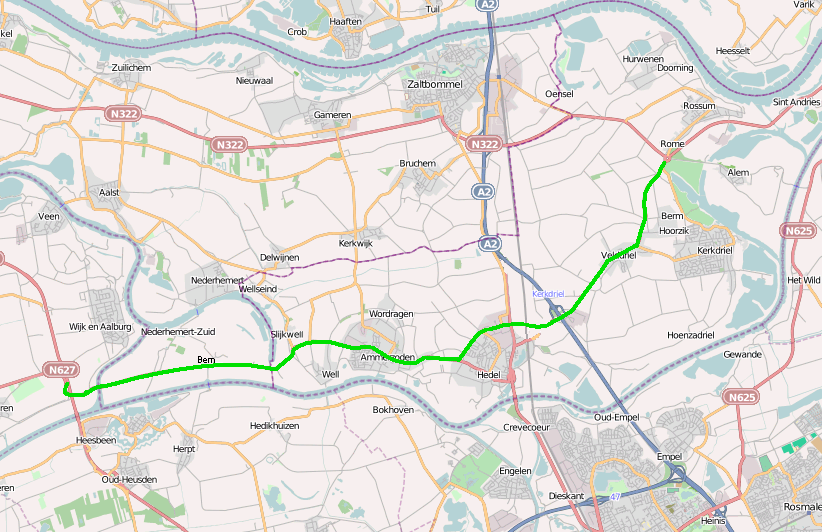
Route van de N831

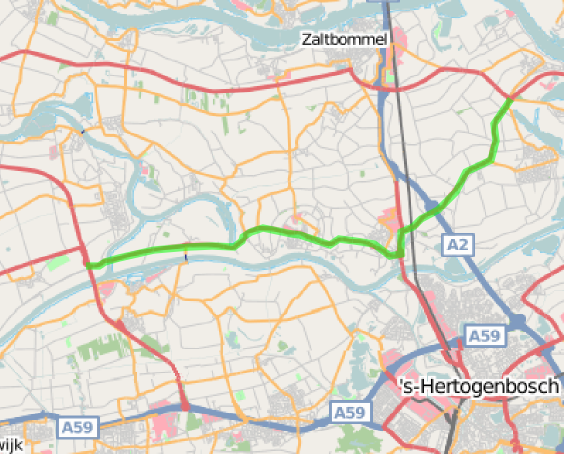
Tracé tot december 2009

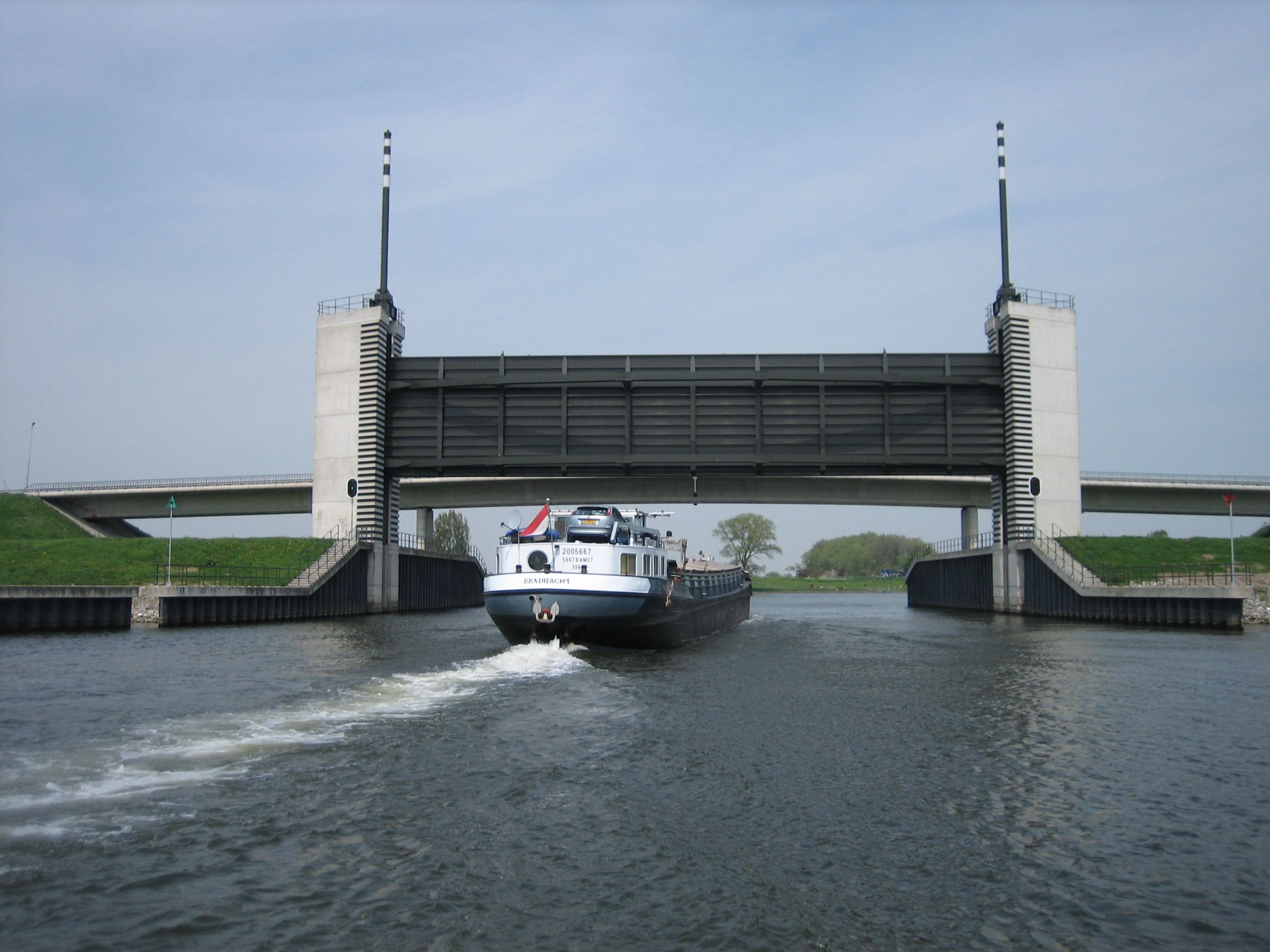
Kromme Nolkering

De weg begint nabij Wijk en Aalburg, alwaar hij vanaf de N267 en N283 op te rijden is. Na Wijk en Aalburg loopt de weg over de brug van de Kromme Nolkering, waarmee het Heusdensch Kanaal wordt overgestoken. Vervolgens is hij op een dijk ten zuiden van Nederhemert-Zuid en Bern gelegen. Deze dijk damt tussen Bern en Wellseind de Afgedamde Maas af. Na de Afgedamde Maas verlaat de N831 de dijk, om ten noorden van Well te gaan lopen. Aldaar kan men de N832 naar Kerkwijk en Gameren op. Na deze afslag loopt de N831 door het dorp Ammerzoden en de buurtschap Californië. Vanuit Ammerzoden gezien ligt vooraan in Hedel een rotonde, waar de N831 linksaf verdergaat. Na het Hedels industrieterrein De Kampen ligt een rotonde, waar de Oude Rijksweg naar 's-Hertogenbosch begint. Vervolgens gaat de N831 onder de Spoorlijn Utrecht - 's-Hertogenbosch en de A2 door (A2-afslag Kerkdriel) en dan door Velddriel. Daarna loopt de weg ten noorden van Kerkdriel, om bij de rotonde tussen Alem en Rossum uit te komen. Op deze rotonde staat de weg in verbinding met de N322 (Nijmegen-Nieuwendijk) en de ontsluitingswegen van Rossum en Alem.
De weg is over de gehele lengte een 80-kilometer-weg. Uitzonderingen hierop zijn de bebouwde kommen van Ammerzoden, Hedel en Velddriel (met een maximale snelheid van 50 en soms 30 kilometer per uur) en de Bergsche Maasdijk tussen Well en Wijk en Aalburg (60 kilometer per uur). Op dit laatstgenoemde traject, een lange dijk met bomen langs de weg, zijn in het verleden bij diverse ongevallen doden gevallen. Op dit gedeelte van de provinciale weg, en enkele andere delen, moeten fietsers zich tussen het autoverkeer mengen.
Het gedeelte tussen Velddriel en de A2 is in 2007 en 2008 omgebouwd; de maximumsnelheid is hier gehandhaafd op 80 kilometer per uur, maar de weg is wat versmald en er zijn vrijliggende fietspaden aangelegd. Het gedeelte tussen de A2 en de rotonde bij Hedel is in 2009 aangelegd. Ook hier is de maximumsnelheid 80 kilometer per uur; fietsers worden over een andere route geleid. Dit nieuwe gedeelte vervangt de route door het centrum van Hedel (Uithovensestraat-Voorstraat-Blankensteijn-Prinses Beatrixstraat-Drielseweg).
N23 · N34 · N224 · N225 · N229 · N233 · N271 · N301 · N302 · N303 · N304 · N305 · N306 · N307 · N308 · N309 · N310 · N311 · N312 · N313 · N314 · N315 · N316 · N317 · N318 · N319 · N320 · N322 · N323 · N324 · N325/A325 · N326/A326 · N327 · N329 · N330 · N331 · N332 · N333 · N334 · N335 · N336 · N337 · N338 · N339 · N340 · N341 · N342 · N343 · N344 · N345 · N346 · N347 · N348/A348 · N349 · N350 · N351 · N352 · N375 · N377

N418 · N701 · N702 · N703 · N704 · N705 · N706 · N707 · N708 · N709 · N710 · N711 · N712 · N713 · N714 · N715 · N716 · N717 · N718 · N719 · N720 · N727 · N731 · N732 · N733 · N734 · N735 · N736 · N737 · N738 · N739 · N740 · N741 · N742 · N743 · N744 · N745 · N746 · N747 · N748 · N749 · N750 · N751 · N752 · N753 · N754 · N755 · N756 · N757 · N758 · N759 · N760 · N761 · N762 · N763 · N764 · N765 · N766 · N768 · N781 · N782 · N783 · N784 · N785 · N786 · N787 · N788 · N789 · N790 · N791 · N792 · N793 · N794 · N795 · N796 · N797 · N798 · N800 · N801 · N802 · N803 · N804 · N805 · N806 · N810 · N811 · N812 · N813 · N814 · N815 · N816 · N817 · N818 · N819 · N820 · N821 · N822 · N823 · N824 · N825 · N826 · N827 · N830 · N831 · N832 · N833 · N834 · N835 · N836 · N837 · N838 · N839 · N840 · N841 · N842 · N843 · N844 · N845 · N846 · N847 · N848 · N852 · N855

Cursief vermelde wegen zijn voormalige provinciale wegen.
N62 · N69 · N251 · N252 · N253 · N254 · N255 · N256/A256 · N257 · N258 · N260 · N261 · N262 · N263 · N264 · N266 · N267 · N268 · N269 · N270/A270 · N271 · N272 · N273 · N274 · N275 · N276 · N277 · N278 · N279 · N280 · N281 · N282 · N283 · N284 · N285 · N286 · N287 · N288 · N289 · N290 · N291 · N292 · N293 · N294 · N295 · N296 · N296n · N297 · N298 · N300 · N321 · N322 · N324 · N329 · N389 · N394 · N395 · N396 · N397

N556 · N562 · N564 · N570 · N572 · N590 · N595 · N598 · N601 · N602 · N605 · N607 · N612 · N613 · N615 · N616 · N617 · N618 · N620 · N622 · N625 · N629 · N631 · N632 · N637 · N638 · N639 · N640 · N641 · N651 · N652 · N653 · N654 · N655 · N656 · N658 · N659 · N660 · N661 · N662 · N663 · N664 · N665 · N666 · N667 · N668 · N669 · N670 · N671 · N673 · N674 · N675 · N676 · N682 · N683 · N686 · N689 · N690 · N831 · N843

Voormalige provinciale wegen: N299 · N551 · N552 · N553 · N554 · N555 · N560 · N561 · N563 · N565 · N566 · N567 · N568 · N571 · N574 · N580 · N581 · N582 · N583 · N584 · N585 · N586 · N587 · N588 · N589 · N591 · N592 · N593 · N594 · N596 · N597 · N603 · N604 · N606 · N608 · N610 · N611 · N614 · N619 · N621 · N623 · N624 · N626 · N628 · N630 · N634 · N642 · N657